# Timothée Modibo-Nzockena
Timothée Modibo-Nzockena (ur. 1 stycznia 1950 w Mbomo, zm. 24 marca 2016) – gaboński duchowny katolicki, biskup diecezjalny Franceville w latach 1996-2016.

## Życiorys
Święcenia kapłańskie otrzymał 22 czerwca 1980.
8 listopada 1996 papież Jan Paweł II mianował go biskupem diecezjalnym Franceville. 11 stycznia 1997 z rąk kardynała Jozefa Tomko przyjął sakrę biskupią. Funkcję sprawował aż do swojej śmierci.
Zmarł 24 marca 2016.